# Vroom in the Night Sky
Vroom in the Night Sky is een actiespel ontwikkeld en uitgegeven door Poisoft. Het spel kwam in Europa en Japan op 3 maart 2017 uit, en in Amerika op 5 april 2017 voor de Nintendo Switch.
De game werd over het algemeen slecht ontvangen, en wordt door sommigen bestempeld als het slechtste Nintendo Switch-spel.

## Gameplay
De speler bestuurt een Mahō shōjo (magisch meisje) die rijdend op een magische scooter zogenaamde "Stardust" moet verzamelen. Ondertussen moet de speler door grote ringen vliegen om een "magisch portaal" te openen. Zodra daardoorheen is gevlogen, heeft de speler het level voltooid.

## Ontvangst
Het spel heeft een overweldigende hoeveelheid negatieve recensies ontvangen, en heeft op Metacritic een gemiddelde score van 17/100.
Jed Whitaker van Destructoid gaf het spel een 1/10, en beweerde dat hij, onder andere, nog liever zijn oma naakt ziet en elke Adam Sandler-film achter elkaar kijkt dan "dit stuk stront nog eens te spelen". Hij kraakte het spel vooral af vanwege de "gladde" en "onnauwkeurige" besturing, en vanwege het "onlogische" verhaal als gevolg van de slechte vertaling.
Giel Veenstra van XGN had ook problemen met de spelbesturing: "De scooters besturen vreselijk en het duurt veel te lang om omhoog of omlaag te gaan. Daarbij gaat draaien ook nog eens heel moeilijk, en gaat draaien met de handrem al helemaal niet omdat je door de cameravoering niet kan zien waar je heengaat." Hij sloot af met: "Als je om één of andere reden een slechte game wil spelen op de Switch raden wij jou deze titel absoluut aan."
Paul Murphy van Switch Player concludeerde in zijn recensie: "Het is verreweg de slechtste lanceertitel voor de Switch, wellicht zelfs het slechtste spel die ik ooit heb gespeeld, en als je wat geld wilt uitgeven voor een nieuwe game voor je Switch, dan is niks spelen en staren naar een zwart scherm waarschijnlijk nog leuker." Murphy gaf het spel een score van 1,5/5.